# Японська мушмула звичайна
Японська мушмула звичайна, або локва — невелике південне дерево або кущ, який належить до родини розоцвітих, до підродини яблуневих.

## Назва
Кит. (кантон.) lo kwat, де -lo- означає «різновид дерева», а -kwêt- «апельсин».

## Будова
Дерево заввишки 3—6 м з ланцетним листям, великими білими квітками і невеликими жовтими яблуко- або грушоподібними плодами. Вони мають соковитий кисло-солодкий м'якуш. 

## Поширення та середовище існування
Батьківщиною мушмули вважають Китай. З давніх часів культивується в Японії, звідки й походить її назва. Трапляється також в Індії, Пакистані, Туреччині, Італії та в інших країнах.
В Україні можна побачити два(?) різновиди цієї рослини: мушмула субтропічна (японська, або локват) — вічнозелене субтропічне дерево, яке росте і плодоносить в Україні лише на південному березі Криму.

## Застосування
Мушмула широко застосовується в народній медицині. У Китаї традиційно використовують сироп із фруктів як засіб від кашлю та ангіни, а настоянка з листя як заспокійливе. Вважають, що плоди мушмули багаті на клітковину, калій та вітамін А. Смак плодів нагадує суміш персика, манго та цитрусових. Щодо споживання плодів мушмули, то найкраще використовувати їх після перших приморозків.

## Галерея

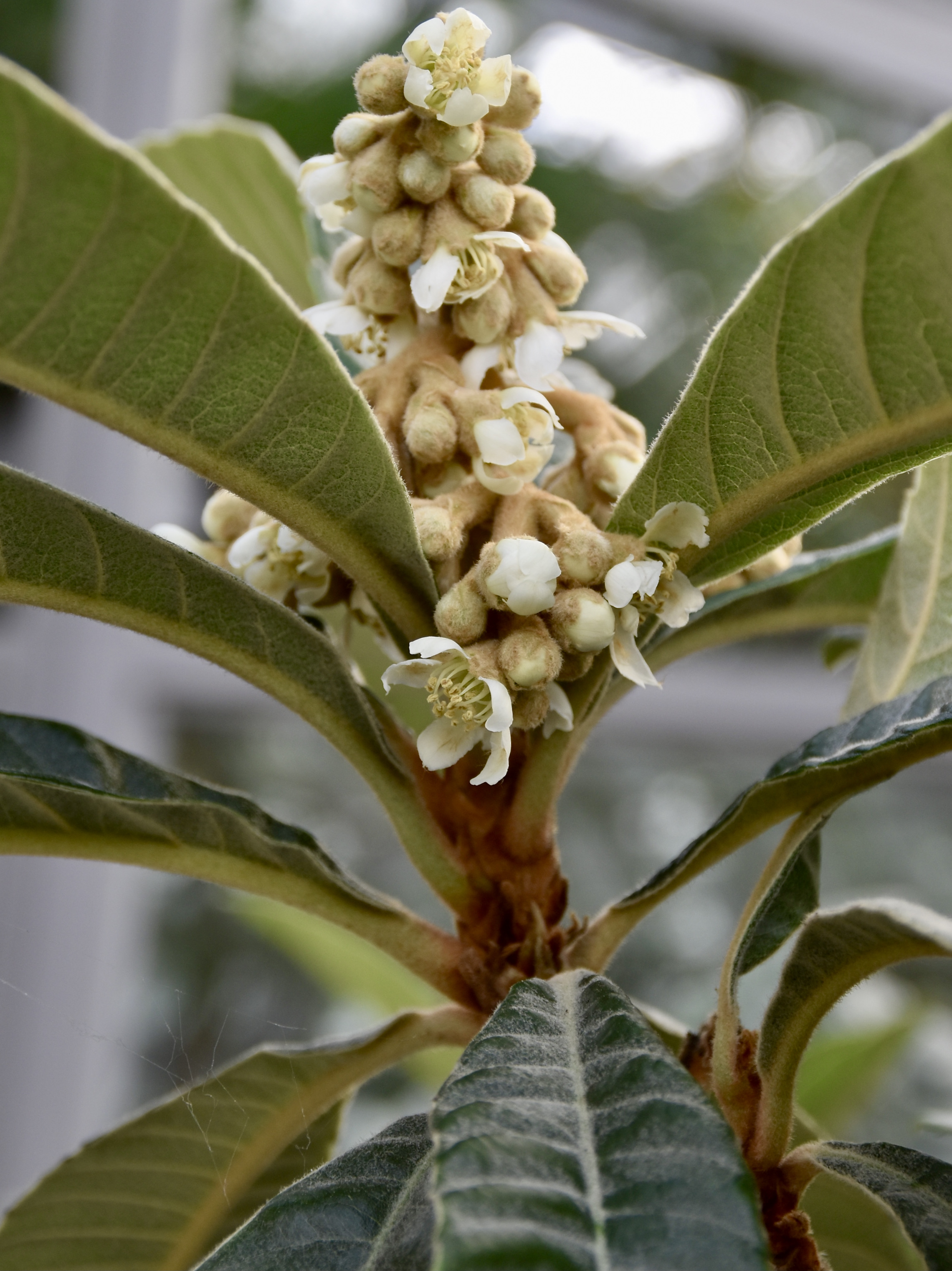
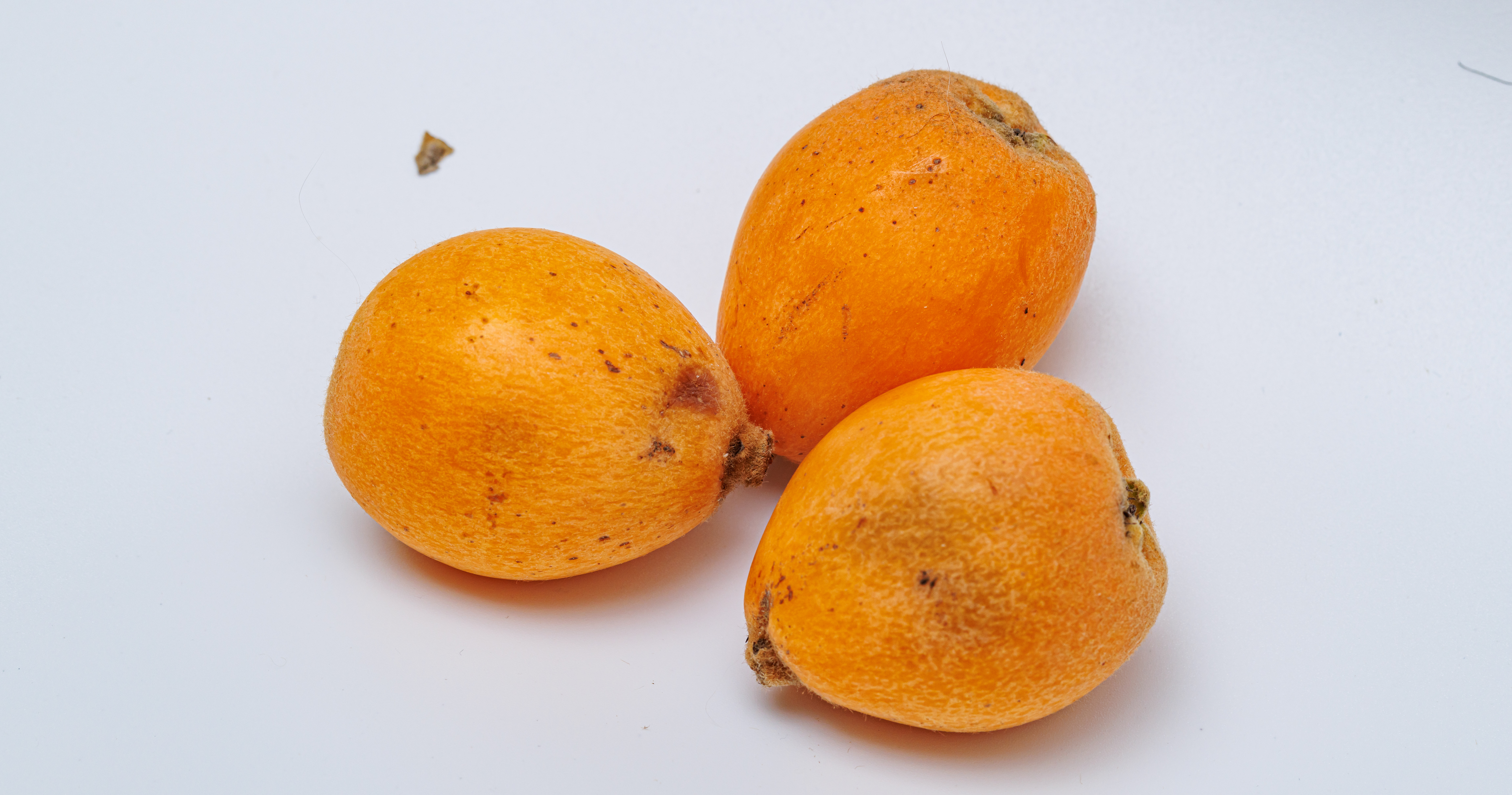
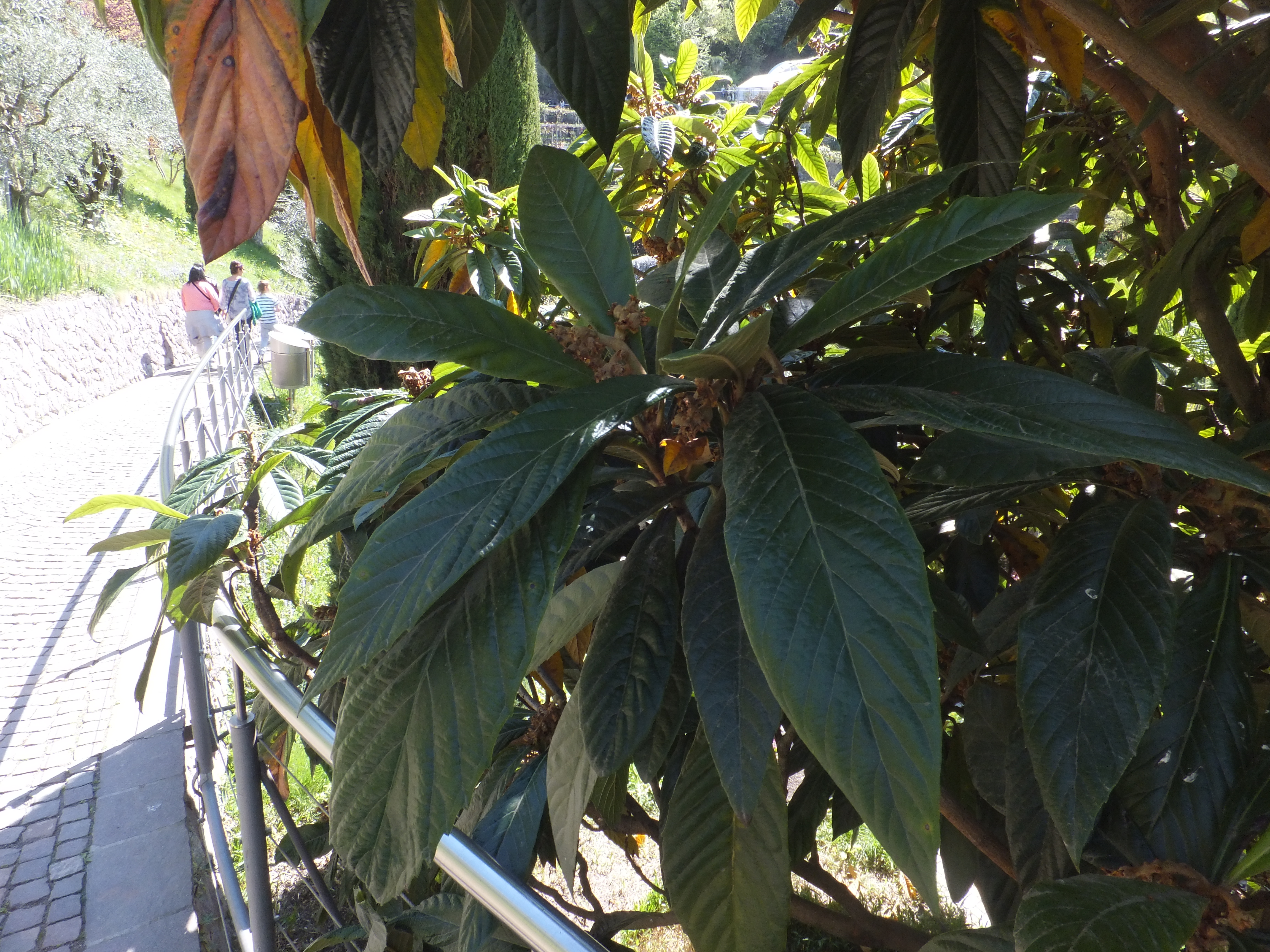
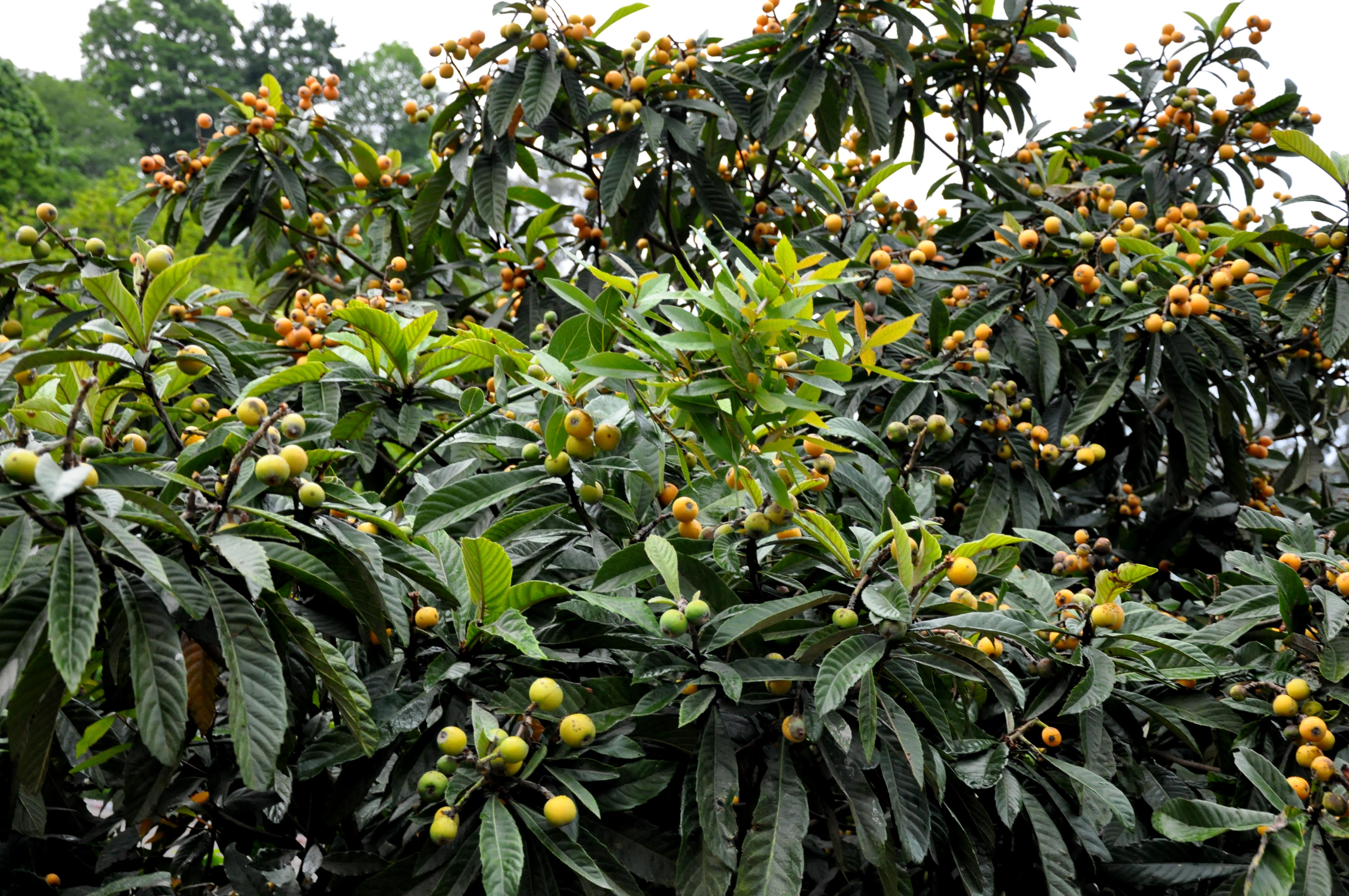
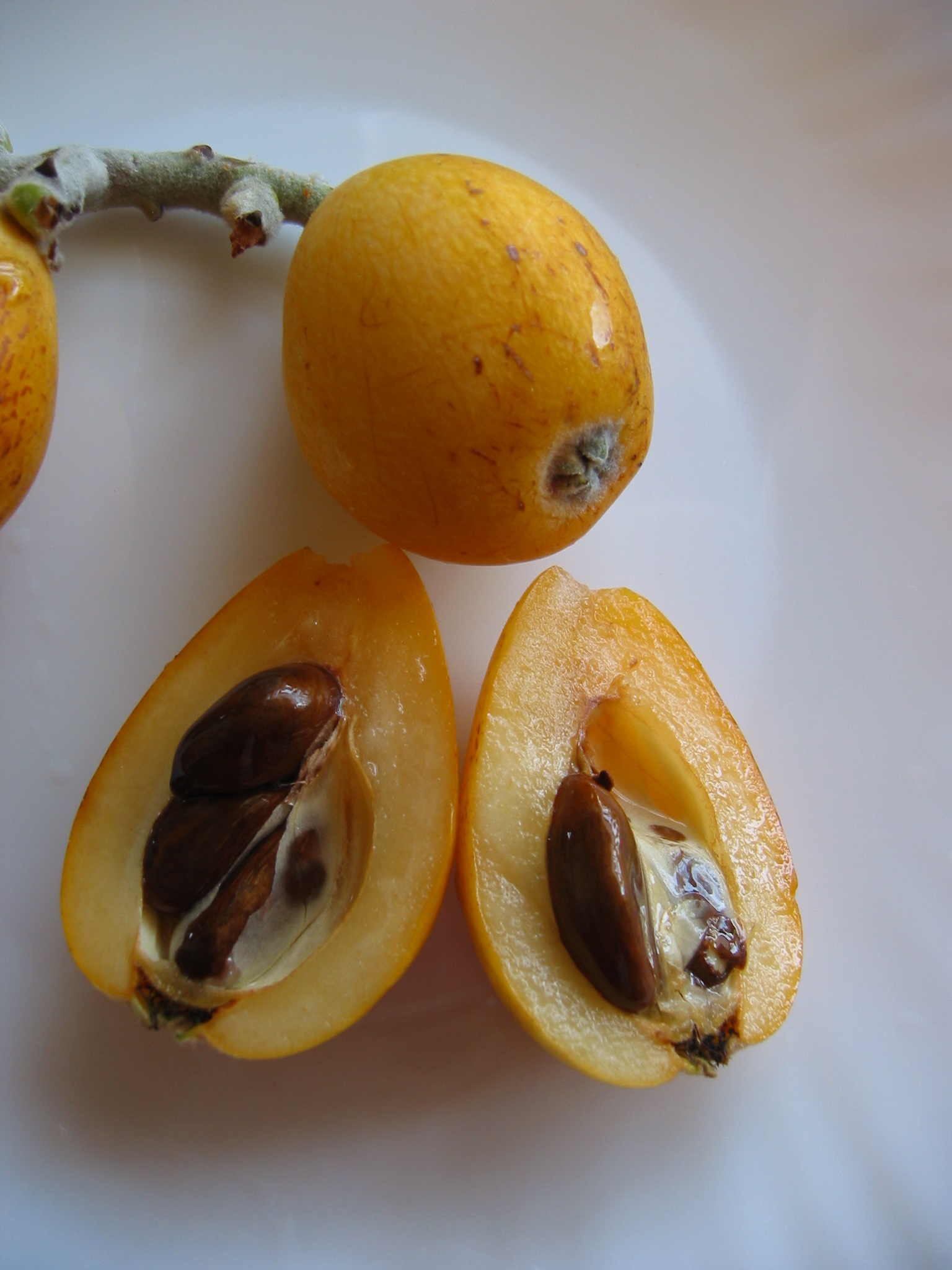
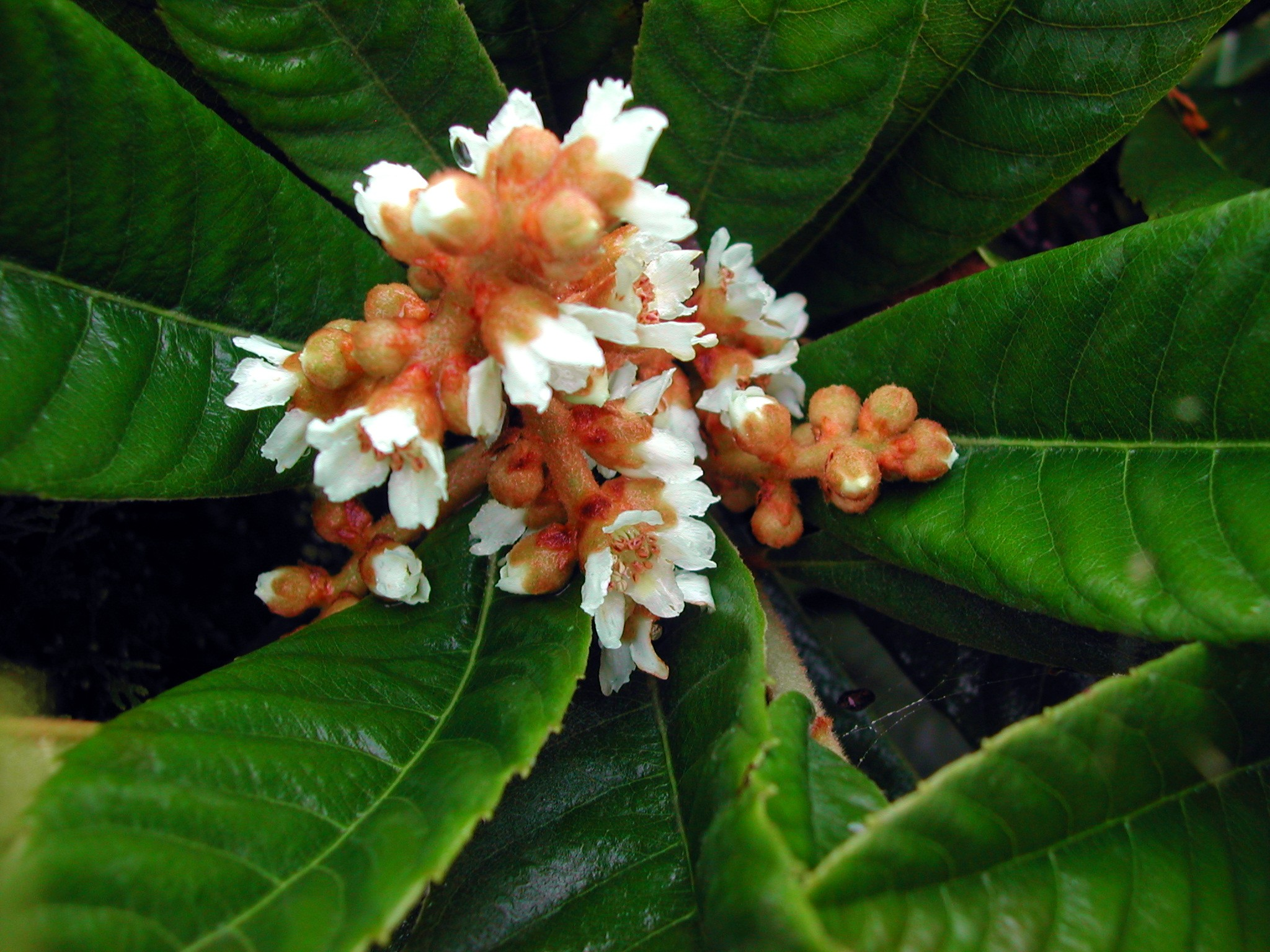